# 오고리시
오고리시(일본어: 小郡市)는 일본 후쿠오카현 남부에 있는 시이다. 2000년 국세조사에서 총인구의 10% 이상이 후쿠오카시로 통근·통학해 후쿠오카 도시권에 속한다.

## 지리
후쿠오카현 남부에 위치하는 남북으로 가늘고 긴 모양의 시로 시역은 크게 셋으로 구분되어 지쿠고강 수계의 지류인 호만강이 남북으로 종단하는 평탄한 호만강 유역, 해발 20m 전후의 동북 대지, 해발 20~90m 정도의 서북 구릉지로 구분된다. 시내에는 남북으로 국도 3호선, 동서로 국도 500호선이 지나고 국도 3호선과 평행하게 규슈 자동차도가 달리며 도스 IC가 근접해 있다. 동서로 오이타 자동차도가 지나고 지쿠고오고리 IC가 있다. 시내에는 니시테쓰 덴진오무타선과 아마기 철도의 각 역이 있다.

## 인접하는 자치체
- 후쿠오카현
  - 구루메시
  - 지쿠시노시
  - 아사쿠라군 지쿠젠정
  - 미이군 다치아라이정
- 사가현
  - 도스시
  - 미야키군 기야마정

## 역사
- 1955년 3월 31일 - 미이군 오고리촌, 미쿠니촌, 다테이시촌, 미하라촌, 아지사카촌 등 5개 촌이 합병해 오고리정이 신설되었다.
- 1972년 4월 1일 - 오고리정이 시로 승격해 오고리시가 되었다.

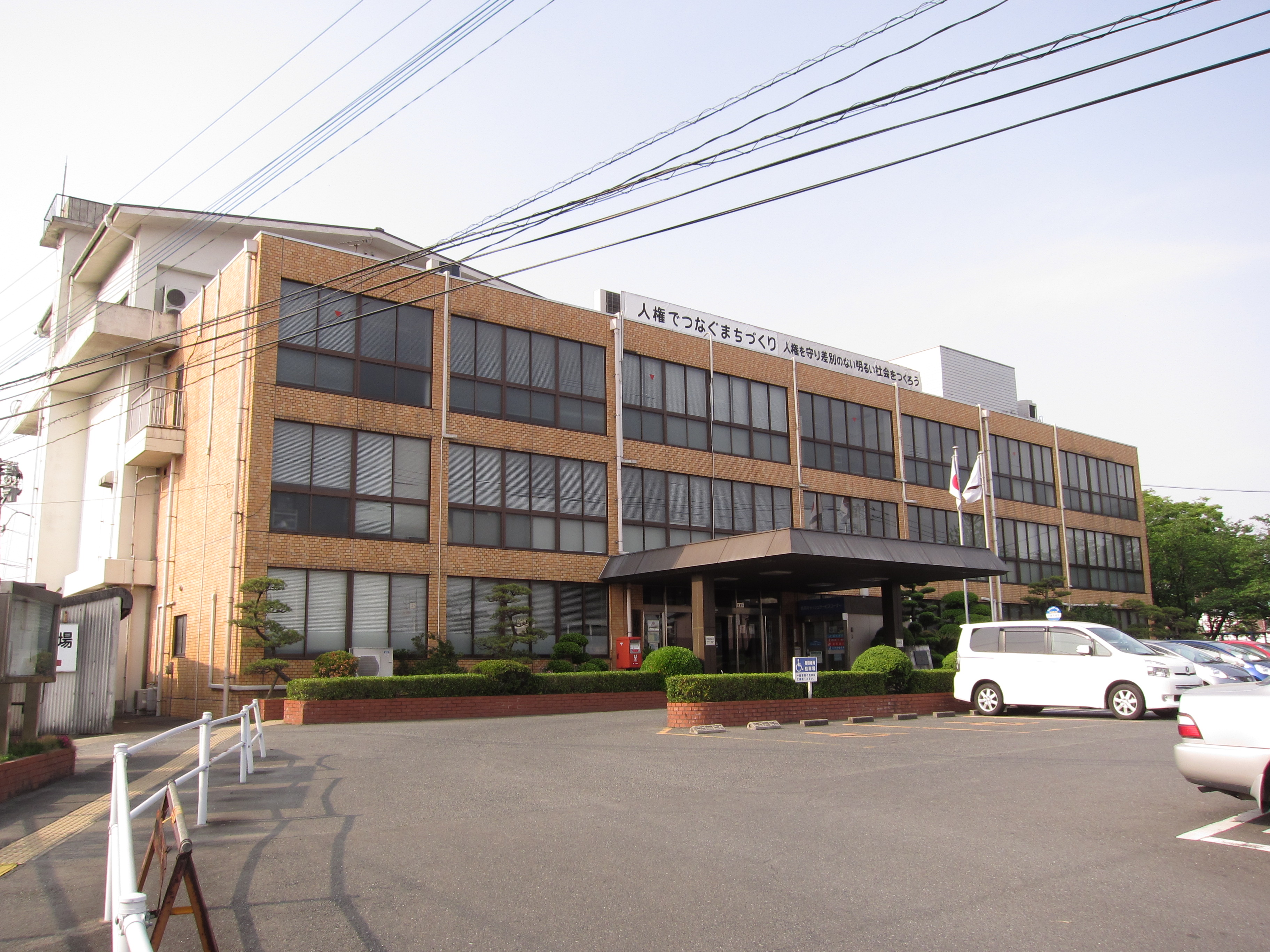
오고리시청

## 교통

### 철도
- 서일본 철도 덴진오무타선
  - 쓰코역~미쿠니가오카역~미쓰사와역~오호역~니시테쓰오고리역~하타마역~아지사카역
- 아마기 철도 아마기선
  - 오하라 신호장~오고리역~오이타이역~마쓰자키역~이마구마역

### 도로
- 오이타 자동차도
- 국도 500호선